# Lucia Focque
Lucia Foque (Willebroek, 30 maart 1964) is een Belgische roeister uit Hazewinkel. Ze nam eenmaal deel aan de Olympische Spelen, maar won bij die gelegenheid geen medaille.
Ze behaalde onder andere een zilveren medaille op de Wereldkampioenschappen roeien 1987 in Kopenhagen in de lichte dubbeltwee dames, samen met Marie-Anne Vandermoere uit Brugge. Op de Olympische Zomerspelen 1988 in Seoel werd ze in een dubbelvier open categorie met Marie-Anne Vandermoere, Ann Haesebrouck en Annelies Bredael zesde als eerste team dat niet bestond uit staatsamateurs en lieten daar de teams van Nederland (met studentenroeister en triatlete Marijke Zeekant) en Hongarije achter zich.
In haar actieve tijd was Foqué aangesloten bij TRT in Willebroek, de club waarvoor ze vele Belgische titels behaalde in bijna alle boottypes.
Foque is professioneel actief als medewerker van de voorzitter van CD&V Joachim Coens.

## Palmares

### dubbel twee
- 1982: 7e WK junioren - 3.47,78
- 1987:  WK - 8.41,35

### dubbel vier
- 1988: 6e OS - 6.43,79